# Domingo Lombardi

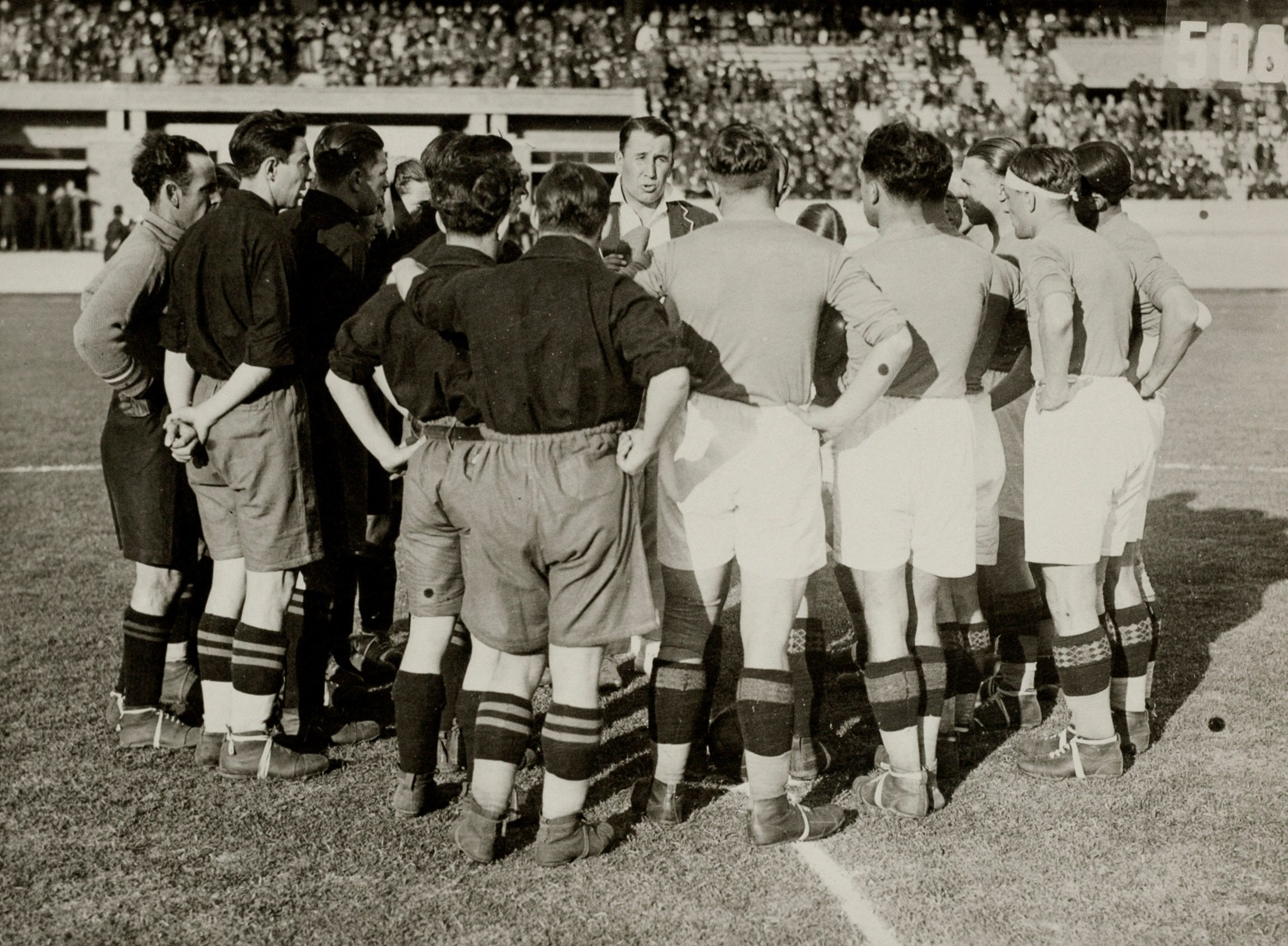
Domingo Lombardi (1928)

Domingo Lombardi, född 1898 och död den 19 augusti 1971, var en uruguayansk fotbollsdomare.
Lombardi dömde en av öppningsmatcherna i det första världsmästerskapet i fotboll 1930 i hans hemland Uruguay. Matchen, som var den enda han dömde som huvuddomare, var den mellan Frankrike och Mexiko, som slutade med en fransk seger med 4-1 och Lucien Laurent gjorde det första målet någonsin i VM:s historia. Han var även linjedomare i tre övriga matcher under VM-turneringen.